# Visitação (Pontormo, Carmignano)
A Visitação é uma pintura a óleo sobre madeira (202x156 cm) do pintor italiano Jacopo Pontormo realizada cerca de 1528-1530 e que se encontra na Igreja dos Santos Miguel e Francisco em Carmignano.
A obra reconta o episódio bíblico da visita de Maria, grávida de Jesus, à sua prima Isabel, que era muito mais velha e que estava igualmente perto de dar à luz João Baptista.

## Descrição e estilo
A Visitação de Maria a Isabel, é enquadrada numa rua escura de cidade, onde se reconhecem alguns edifícios geminados que não estão à escala da representação em primeiro plano (pelo menos na metade da esquerda). As duas mulheres trocam um abraço e um olhar intenso com a presença de duas assistentes por trás delas. Destas, uma é idosa e olha directamente para quem vê o quadro, tal como a segunda, na esquerda, que é mais jovem e olha também em frente com um olhar vago.
As mulheres compõem, portanto, os quatro pilares de uma espécie de paralelípipedo, iluminadas fortemente (ao contrário do fundo) e vestidas com roupas encorpadas de cores extremamente intensas: verde petróleo, rosa e laranja. É original o entrelaçamento dos membros e tecidos, com linhas curvas longas de grande elegância e de volumes amplificados.

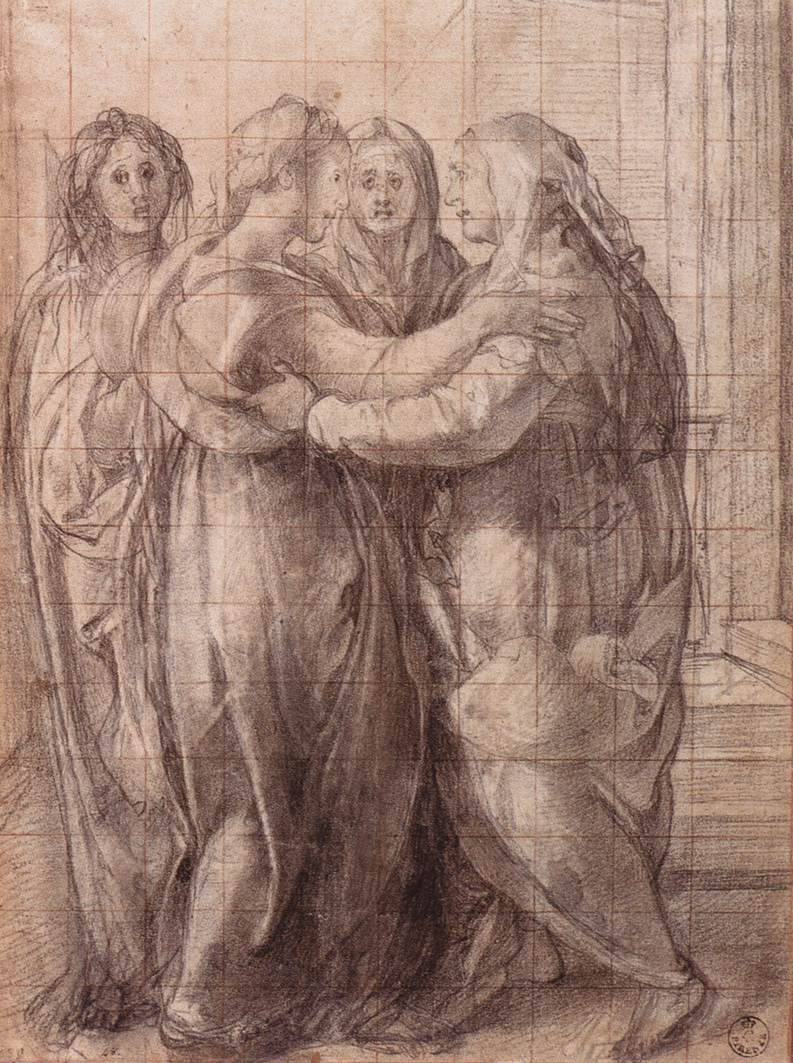
Disegno preparatorio, Gabinetto dei Disegni e delle Stampe, n. 461 F

Há a preocupação com os efeitos de oposição e concordância, como em relação às cabeças, ora em perfil, ora de frente, das duas mulheres atrás  (jovem-jovem e idosa-idosa, sendo quase uma divisão). Ao movimento das mulheres em primeiro plano contrasta a quietude e a frontalidade rígida das que estão em segundo plano, sem qualquer envolvimento emocional no evento, mas capazes de tornar a atmosfera suspensa e melancólica, altamente espiritual.
Em comparação com o esboço, as figuras aparecem mais juntas ao centro, com vestimentas mais amplas, o que dá ao grupo uma extraordinária densidade. 
A composição "em losango" foi inspirada provavelmente na gravura Quattro streghe (1497) de Albrecht Dürer.
Jacopo Pontormo havia criado antes (1514-16) uma outra versão da Visitação (em Galeria), em afresco, de estilo completamente diverso, no pátio com arcadas da entrada da Basilica della Santissima Annunziata, em Florença.

## História
A obra, que não foi mencionada por Giorgio Vasari, é geralmente situada imediatamente após o trabalho na Capela Capponi, em Florença, pela mesma componente inovadora. Criada para o altar da família Pinadori, manteve-se quase sempre na igreja para a qual foi concebida.
Existe um desenho preparatório no Gabinete de Desenhos e Impressões da Galleria degli Uffizi, enquadrado na preparação da pintura.
Foi fonte de inspiração para Bill Viola no video The Greeting (1995) , que na altura foi apresentado temporariamente numa sala próxima da igreja em Carmignano.
A obra fez parte da exposição Pontormo e Rosso Fiorentino: divergenti vie della maniera, realizada no Palazzo Strozzi de Florença em 2014.

## Galeria

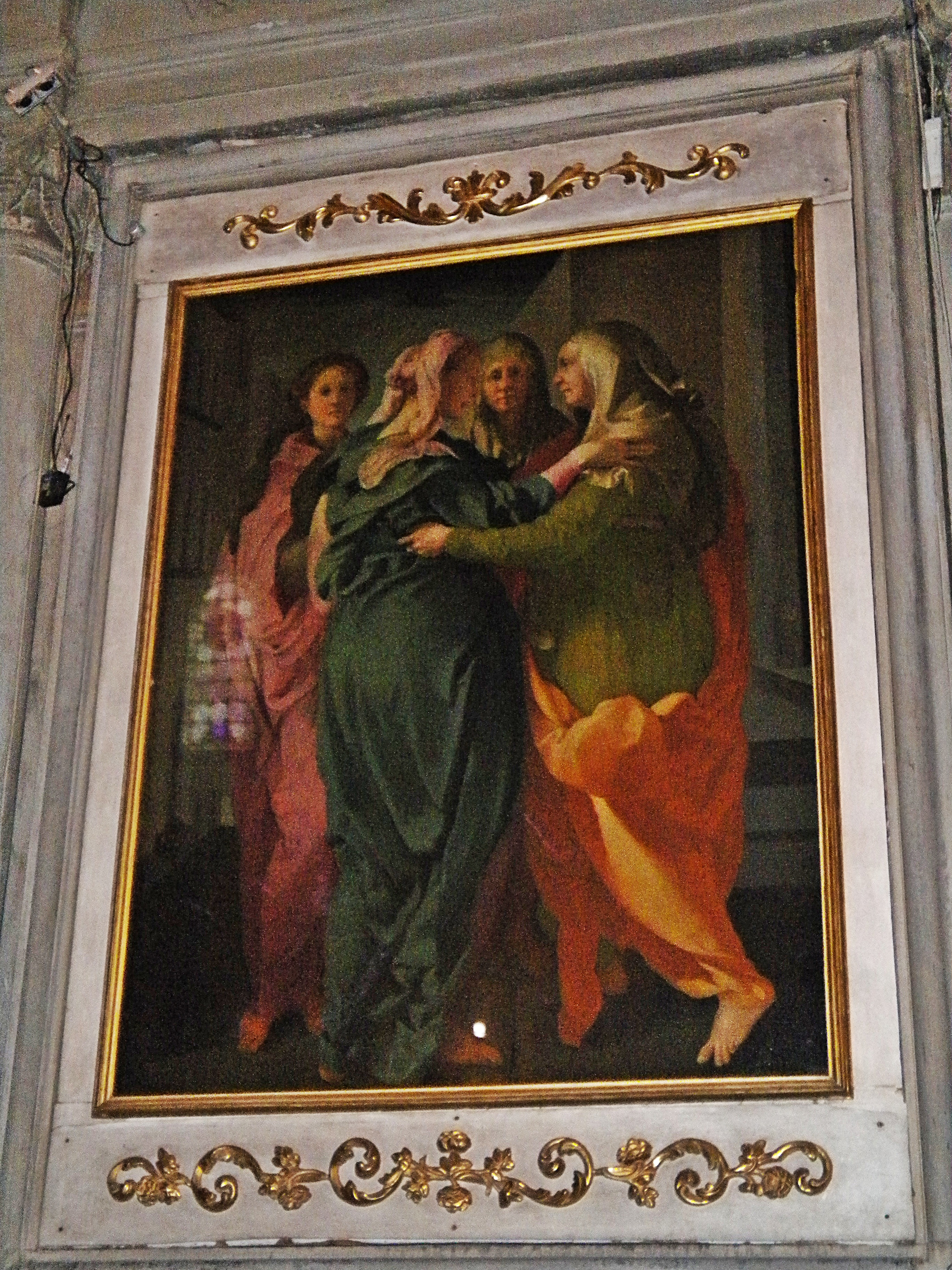
O quadro na igreja
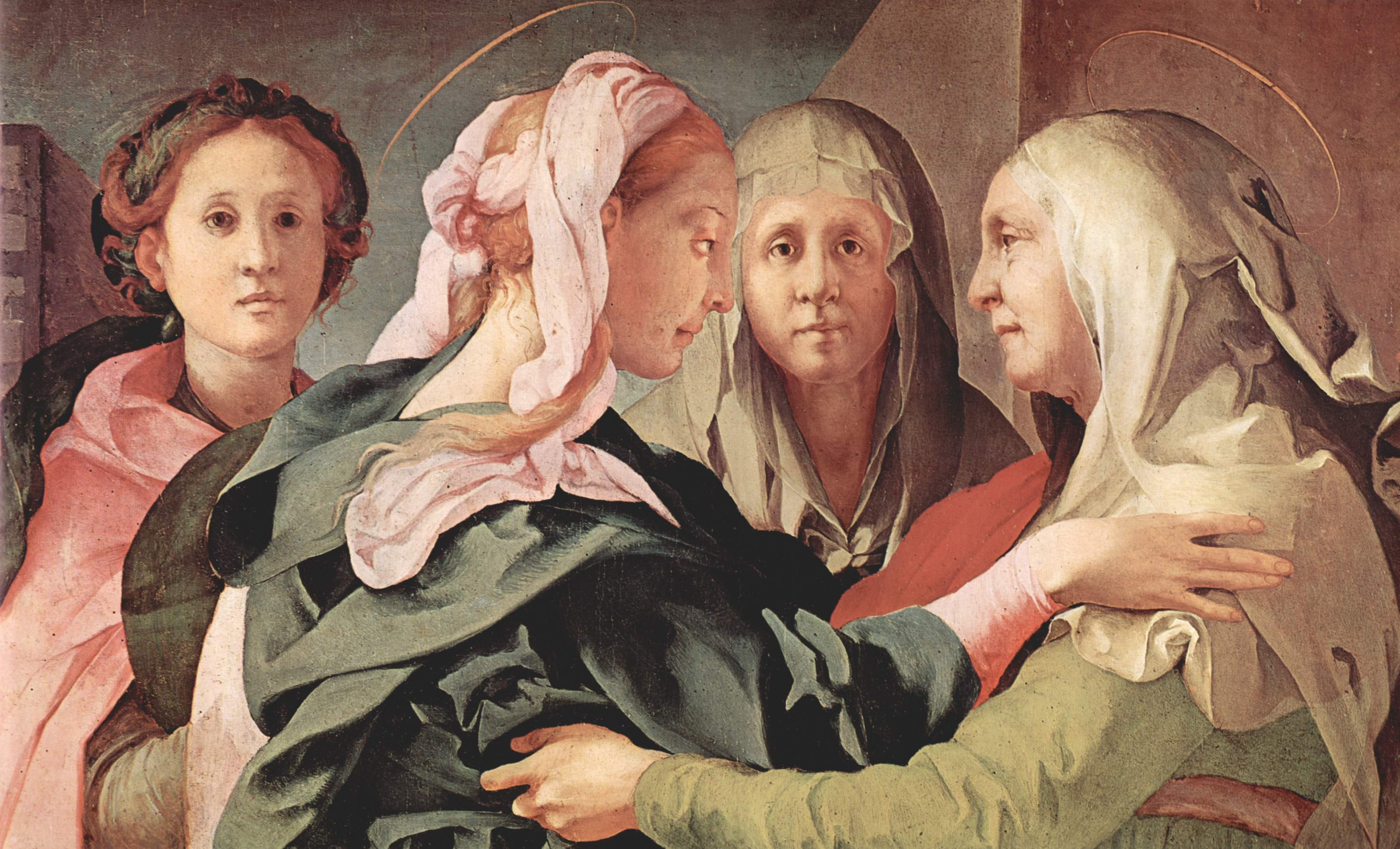
Detalhe
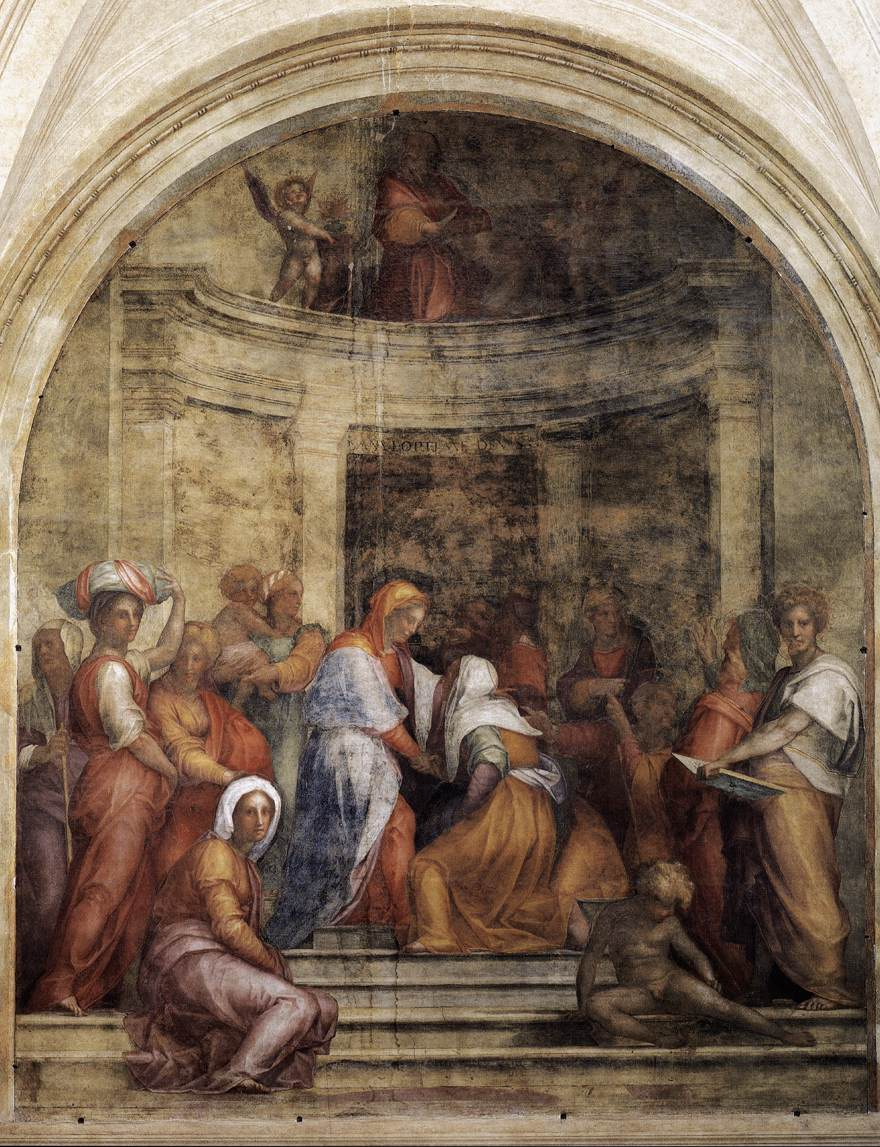
Visitação, Jacopo Pontormo, afresco, 1514-16, Florença
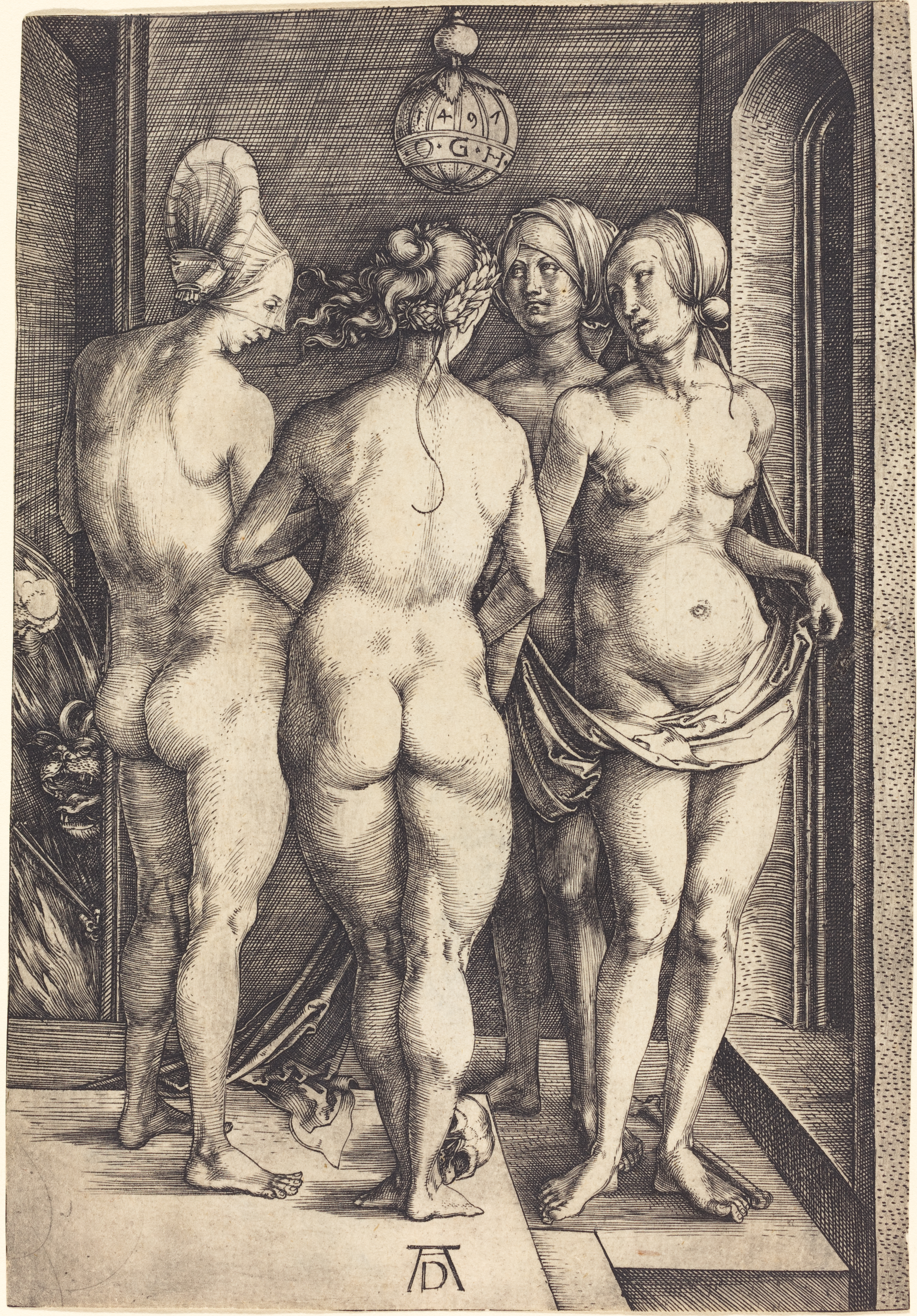
Quattro streghe de Albrecht Dürer, 1497